# パバオ・ペルヴァン
パバオ・ペルヴァン（Pavao Pervan 、1987年11月13日）は、ユーゴスラビア（現ボスニア・ヘルツェゴビナ）・リヴノ出身のサッカー選手。オーストリアA代表。ブンデスリーガ・VfLヴォルフスブルク所属。ポジションはゴールキーパー。

## 経歴
ユーゴスラビア・リヴノ出身でその後オーストリアの首都ウィーンで育った。
1997年からウィーンの町クラブに入団し、サッカーを始める。徐々に頭角を現し、18歳でオーストリア・レギオナルリーガ（オーストリア3部）のクラブで試合に出場。20歳でオーストリア・エアステリーガのFCルステナウ07と契約を結び、30試合に出場。2010年にSVパッシングを経由して当時オーストリア・レギオナルリーガ(オーストリア3部)のLASKリンツに移籍。ここでチームの守護神として活躍。オーストリア・レギオナルリーガ(オーストリア3部)で3度の優勝に貢献し、2014年夏にオーストリア・エアステリーガへの昇格を果たす。2016-2017年シーズンにはオーストリア・エアステリーガ最優秀GK賞を受賞。2017年夏、オーストリア・ブンデスリーガへの昇格を果たした。
2018年6月、VfLヴォルフスブルクへ2021年6月までの3年契約で完全移籍した。

## 代表歴
2017年9月に初めてオーストリアA代表に招集された。

## 獲得したチームタイトル

### クラブ
LASKリンツ
- オーストリア・レギオナルリーガ（オーストリア3部）| 優勝（3回）： 2010-11、2012-2013、2013-2014
- オーストリア・エアステリーガ 優勝（1回）： 2016-2017

## 獲得した個人タイトル

### クラブ
LASKリンツ
- オーストリア・エアステリーガ最優秀GK賞(1回)： 2016-2017